# Таха, Юнес
Юнес Таха Эль-Идрисси (нидерл. Younes Taha El Idrissi; араб. أمير ريتشاردسون‎; род. 27 ноября 2002, Драхтен, Фрисландия) — марокканский футболист, полузащитник клуба «Твенте», выступающий на правах аренды за «Гронинген».

## Клубная карьера
Таха — воспитанник клуба «Волендам». В 2021 году он дебютировал за дублирующий состав. Летом 2022 года Таха перешёл в ПЕК Зволле. 7 августа в матче против «Де Графсхап» он дебютировал в Эрстедивизи. 12 сентября в поединке против дублёров АЗ Юнес забил свой первый гол за ПЕК Зволле. 28 апреля 2023 года в матче против «Дордрехта» он сделал хет-трик.
Летом 2023 года Таха перешёл в «Твенте». 24 сентября в матче против «Валвейка» он дебютировал в Эредивизи. 3 декабря в поединке против «Гоу Эхед Иглз» Юнес забил свой первый гол за «Твенте».
7 июля 2025 года перешёл на правах аренды в «Гронинген».

## Международная карьера
В 2023 году в составе олимпийской сборной Марокко Таха стал победителем домашнего молодёжного чемпионата Африки (до 23 лет). На турнире он сыграл в матчах против команд Гвинеи, Конго, Мали и Египта. В поединке против конголезцев Юнес забил гол.

## Достижения
Международные
Марокко (до 23)
- Победитель молодёжного чемпионата Африки (до 23 лет) — 2023